# Anmer
Anmer – wieś w Anglii, w hrabstwie Norfolk, w dystrykcie King’s Lynn and West Norfolk. Leży 54 km na północny zachód od Norwich i 156 km na północ od Londynu.
Miejscowość liczy 63 mieszkańców.